# والیوو، والیوو
الگو:Infobox School

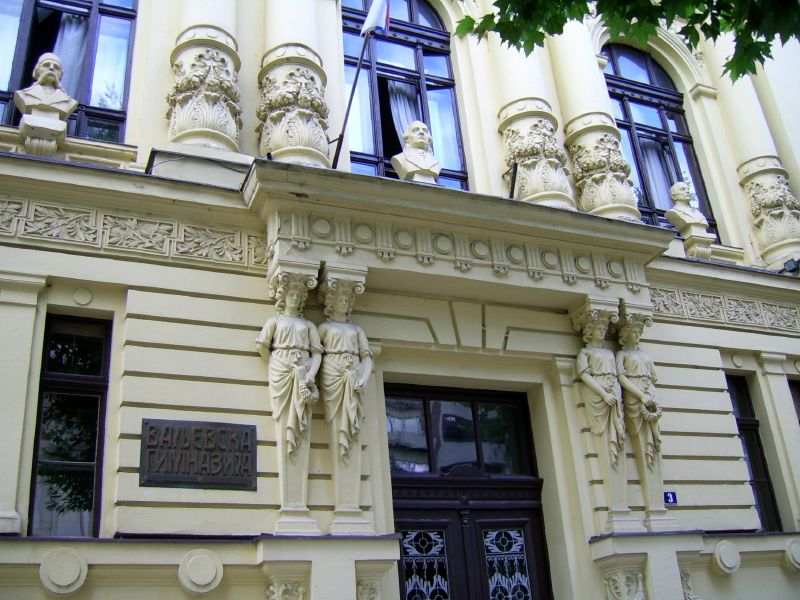
والیوو، والیوو

والیوو (صربی: Valjevo Gymnasium}} یک منطقهٔ مسکونی در صربستان است که در Vuka Karadzica 3 واقع شده‌است.